# Ghanaur
Ghanaur è una suddivisione dell'India, classificata come nagar panchayat, di 5.754 abitanti, situata nel distretto di Patiala, nello stato federato del Punjab. In base al numero di abitanti la città rientra nella classe V (da 5.000 a 9.999 persone).

## Geografia fisica
La città è situata a 30° 19' 56 N e 76° 36' 26 E e ha un'altitudine di 254 m s.l.m..

## Società

### Evoluzione demografica
Al censimento del 2001 la popolazione di Ghanaur assommava a 5.754 persone, delle quali 3.023 maschi e 2.731 femmine. I bambini di età inferiore o uguale ai sei anni assommavano a 710, dei quali 404 maschi e 306 femmine. Infine, coloro che erano in grado di saper almeno leggere e scrivere erano 3.682, dei quali 2.054 maschi e 1.628 femmine.